# 데드 렐름
데드 렐름(Dead Realm)은 개인용 컴퓨터용 공포 게임이었다. 주요 게임플레이는 한 명의 플레이어가 유령을 조종하고 나머지 플레이어는 유령에게 쫓기는 것을 피해야 하는 인간이다. 2020년 8월 27일, 3BLACKDOT은 2020년 8월 19일에 발표한 대로 압도적으로 부정적인 리뷰로 인해 지원을 종료하고 공식 서버를 폐쇄했다.

## 게임플레이
데드 렐름은 여러 명의 플레이어로 시작하며, 한 게임에 최대 8명의 플레이어가 참여할 수 있다. 게임은 Seek & Reap, Bounty/Escape, Reap and Bounty, Hide and Seek, Arcade Seek and Reap, Hardcore Bounty, Redemption, The Hunted 등 여러 게임 모드로 구성된다. 하지만 최신 버전(2.206)에서는 여러 게임 모드가 제거되었다. Seek & Reap은 게임의 기본적인 게임 모드이다. 이 게임 모드는 인간과 유령이라는 두 팀으로 나뉜다. 인간은 유령에게서 도망치거나 숨어야 하고, 유령은 인간을 찾아 유령으로 만들어 남은 플레이어들에게 점프 스케어를 가하려고 한다. 버그나 악용에 관해서는, 이전 버전에서 몇몇 플레이어가 맵 오브젝트를 노클립으로 통과하는 데 성공했다.

## 개발
이 게임의 크리에이티브 디렉터에는 TheSyndicateProject와 SeaNanners가 포함되며, 베노스게이밍의 도움을 받았다.
데드 렐름은 스팀 앞서 해보기 플랫폼을 통해 이용 가능했으며, 2017년 5월 23일에 정식 출시되었다.

## 평가
게임의 초기 버전은 Rock, Paper, Shotgun에서 미리보기되었다.
이 게임은 처음에 스팀에서 긍정적인 평가를 받았는데, 이는 아마 베노스게이밍이 게임을 홍보하기 위해 게임을 플레이하는 영상 때문일 것이다. 2018년까지 리뷰는 매우 부정적으로 변했는데, 고객들은 많은 소프트웨어 버그, 개발자 지원 부족, 그리고 대규모 플레이어 기반 부족으로 인해 캐주얼하게 플레이하는 것이 불가능하고 게임을 플레이하려면 게임을 소유한 여러 친구가 필요하다는 불만을 제기했다.

## 논란
데드 렐름 제작에 참여한 세 명의 유튜버(애덤 먼토야, 톰 카셀, 에반 퐁)가 게임에 대한 렛츠 플레이 영상을 게시한 후, 그들은 게임에 대한 자신들의 재정적 관계를 명확히 공개하지 않아 FTC의 ".com Disclosures" 가이드라인 세트를 위반했다는 논란에 휩싸였다.

## 등장인물

### 인간
- 에드가
- 제트
- 베키
- 그레이스
- Mr. So
- 리고
- 엔조
- 월리

### 유령
- 아기 윌리엄스
- 늑대인간
- 도살자
- 할머니
- 타이니
- 잭코
- 늑대 잭슨
- 오잉크
- 할머니 야가
- 레스터

### 정령
- 정령
- 유령 에드가 (1.0-1.4.4)